# Nikolskoje (obwód leningradzki)
Nikolskoje (ros. Никoльское) – miasto w Rosji położone w obwodzie leningradzkim, w rejonie toseńskim. Położone nad rzeką Tosną, 40 km na południowy wschód od Petersburga. W 2021 roku liczyło 21 949 mieszkańców.

## Demografia
| Rok  | Liczba mieszkańców |
| ---- | ------------------ |
| 1959 | 6 400              |
| 1970 | 9 500              |
| 1979 | 13 200             |
| 1989 | 17 200             |
| 1992 | 18 100             |
| 1996 | 17 700             |
| 1998 | 17 700             |
| 2000 | 17 600             |
| 2001 | 17 600             |
| 2003 | 17 300             |
| 2005 | 17 300             |
| 2006 | 17 200             |
| 2007 | 17 200             |
| 2021 | 21 949             |

## Historia
Miasto zostało założone na początku XVIII wieku, prawa miejskie przyznane w 1990.